# Neurochlitz – Der lange Weg ins Nichts
Neurochlitz – Der lange Weg ins Nichts ist ein deutscher Dokumentarfilm von Claudia Baradoy und Riccardo Wittig aus dem Jahr 2019. Der Dokumentarfilm zeichnet die Geschichte von Neurochlitz, dem jüngsten Dorf in der Uckermark, nach. Seine Premiere hatte die Dokumentation am 23. August 2019 im Kulturhaus Neurochlitz.

## Inhalt
Neurochlitz in der Uckermark ist der jüngste Ort im Land Brandenburg, gegründet am 7. Oktober 1949, dem Gründungstag der DDR, ein Ort, der in den Nachkriegsjahren aus dem Nichts aufgebaut wurde. Vertriebene aus Schlesien und Ostpreußen sollten hier ihre neue Heimat finden.
Der Film folgt 70 Jahre nach Gründung des Ortes den Spuren des Aufbaus und des Lebens im Ort. Porträtiert werden Menschen, die das Dorf ab 1949 mit aufgebaut haben und Menschen, die den Ort heute prägen. Erzählt werden Geschichten von Neusiedlern, vom schweren Anfang, von Geldnot und kargem Leben, vom DDR-Alltag und politischen Umbrüchen.
Auskünfte geben der ehemalige Bürgermeister Wilfried Burkhardt, Karin Gerstner, Jürgen Bülow, Sigrid Schulz, das Ehepaar Annelies und Günther Wenzel sowie der Historiker Reinhard Schmook vom Oderlandmuseum.